# Abadía de Timoleague

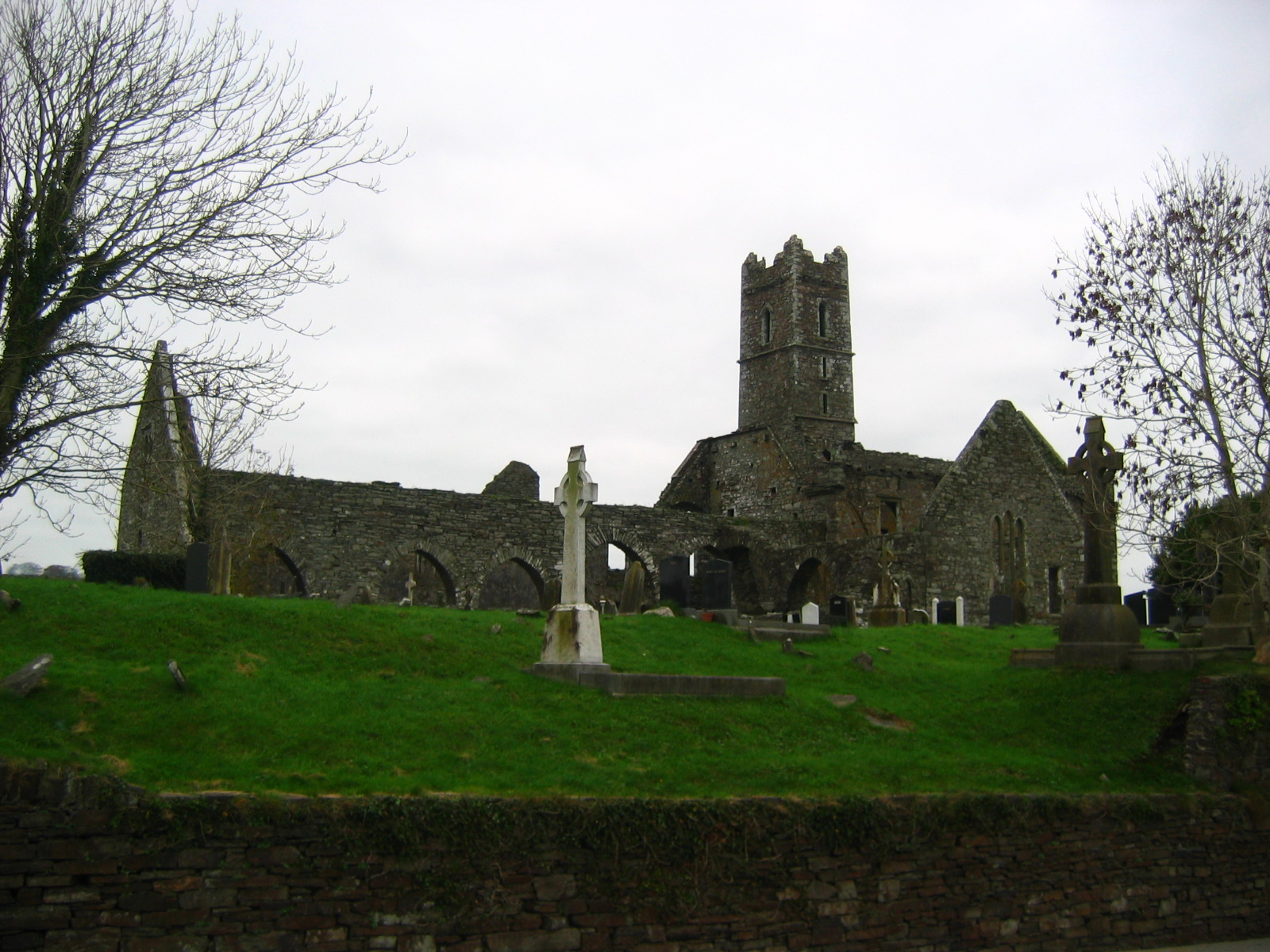
Abadía de Timoleague.

La  Abadía de Timoleague (en irlandés Tigh Molaige) está situada en Timoleague en el condado de Cork, en Irlanda.
El conjunto monacal fue fundado por los franciscanos en 1240. La abadía fue construida en el emplazamiento de un monasterio anterior fundado por San Molaga en el siglo VI. El nombre del lugar proviene del nombre gaélico Casa de Molaga. La abadía fue remodelada y ampliada en 1312 por Donal Glas McCarthy y más tarde en el siglo XVI. Los monjes fueron dispersados tras la reforma pero retornaron en 1604. En 1612 la abadía fue saqueada por las tropas inglesas quienes destruyeron todas las vidrieras así como muchos de los elementos arquitectónicos.
La construcción más antigua que se conserva es el presbiterio de la iglesia gótica siendo la torre el elemento más moderno puesto que está datado en el siglo XVI.

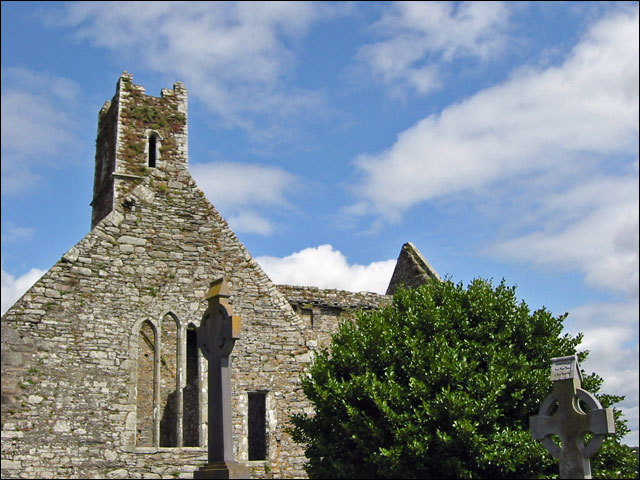
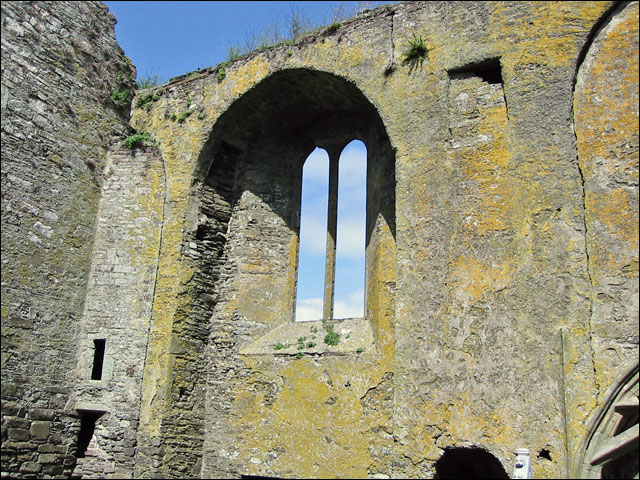

- Datos: Q1513841
- Multimedia: Timoleague Friary / Q1513841